# سام بارنز
سام بارنز (بالإنجليزية: Sam Barnes)‏ (16 أكتوبر 1991 بليفربول في المملكة المتحدة - ) هو لاعب كرة قدم بريطاني في مركز الدفاع. لعب مع ستوكبورت كونتي ونادي هدنسفورد تاون ونادي مارين ‏ ونورثويتش فيكتوريا وGlossop North End A.F.C. ‏.

## وصلات خارجية
- سام بارنز على موقع قاعدة بيانات كرة القدم.إي يو (الإنجليزية)
- سام بارنز على موقع Soccerbase.com (لاعب) (الإنجليزية)
- سام بارنز على موقع Soccerway.com (الإنجليزية)